# Madibeng Local Municipality
Madibeng (englisch Madibeng Local Municipality) ist eine Lokalgemeinde im Distrikt Bojanala Platinum in der südafrikanischen Provinz Nordwest. Der Sitz der Gemeinde befindet sich in Brits. Bürgermeisterin ist Jostina Mmantina Mothibe.
Die Gemeinde ist benannt nach dem Setswana-Begriff für „Ort des Wassers“ oder „Ort der Dämme“.

## Städte und Orte
| - Bapong - Brits - Hartbeespoort - Hebron - Klipgat - Letlhabile - Maboloka - Majakaneng | - Mmakau - Modderspruit - Mothutlung - Oukasie - Wonderkoppies |

## Bevölkerung
Im Jahr 2011 hatte die Gemeinde 477.381 Einwohner in 160.724 Haushalten auf einer Gesamtfläche von 3839,20 km². Davon waren 89,3 % schwarz, 9,8 % weiß, 0,9 % Coloured und 0,5 % Inder bzw. Asiaten. Erstsprache war zu 42,8 % Setswana, zu 10,8 % Xitsonga, zu 8,8 5 Afrikaans, zu 7,8 % Sepedi, zu 6,2 % Sesotho, zu 4,7 % isiZulu, zu 4,5 % isiXhosa, zu 3,5 % Englisch, zu 2,3 % isiNdebele, zu 1,7 % Tshivenda und zu 0,9 % Siswati.